# Hydrocenoidea
Hydrocenoidea is een superfamilie van weekdieren uit de klasse van de Gastropoda (slakken).

## Familie
- Hydrocenidae Troschel, 1857